# Ergebnisse der Kommunalwahlen in Reutlingen
In den folgenden Listen werden die Ergebnisse der Kommunalwahlen in Reutlingen aufgelistet. Es werden im ersten Teil die Ergebnisse der Gemeinderatswahlen und im zweiten Teil die Ergebnisse der Ortschaftsratswahlen 2004 und 2009 angegeben.
Es werden nur diejenigen Parteien und Wählergruppen aufgelistet, die bei wenigstens einer Wahl mindestens zwei Prozent der gültigen Stimmen erhalten haben. Bei mehrmaligem Überschreiten dieser Grenze werden auch Ergebnisse ab einem Prozent aufgeführt. Das Feld der Partei, die bei der jeweiligen Wahl die meisten Stimmen bzw. Sitze erhalten hat, ist farblich gekennzeichnet.

## Parteien und Wählergruppen

### Parteien
- AfD: Alternative für Deutschland
- CDU: Christlich Demokratische Union Deutschlands
  - in Ohmenhausen: Freie Wähler Ohmenhausen – CDU/Unabh.
- FDP: Freie Demokratische Partei
- Grüne: Bündnis 90/Die Grünen
- Linke: Die Linke
  - 2014: Linke Liste Reutlingen
- PARTEI: Die Partei
- SPD: Sozialdemokratische Partei Deutschlands

### Wählergruppen
- ALSo: Aktive Liste Sondelfingen
- BFR: Bürger für Reutlingen
- BfR: Bürger für Rommelsbach
- BLRTA: Bürgerliste Reutlingen-Altenburg
- BMR: Bürgerliche Mitte Reutlingen
- FFL: Freie Frauen Liste
- FMR: Freie Mitte Reutlingen
- FWV: Freie Wählervereinigung
- LA: Liste Altenburg
- LB: Liste Bronnweiler
- LG: Liste Gönningen
- LM: Liste Mittelstadt
- LO: Liste Oferdingen
- LR: Liste Reicheneck
- LS: Liste Sickenhausen
- RA: Rommelsbach aktiv
- TP: Tunnel plus
- UL: Unabhängige Liste
- Unabh: Unabhängige
- WfA: Wir für Altenburg
- WiR: Wir in Reutlingen
- WIRfD: Wir für Degerschlacht
- WVR: Wählervereinigung Rommelsbach

### Gemeinsame Listen von Parteien und Wählergruppen
- CDU/Unabh.: → CDU
- Grüne: Die Grünen und Unabhängigen

### Abkürzungen
- k. A.: keine Angabe
- Wbt.: Wahlbeteiligung

## Gemeinderatswahlen
Stimmenanteile der Parteien in Prozent
| Jahr | Wbt.  | CDU  | SPD  | Grüne | FWV  | AfD  | WiR   | FDP     | Linke | BMR     | BFR | FFL | FMR | Partei |
| ---- | ----- | ---- | ---- | ----- | ---- | ---- | ----- | ------- | ----- | ------- | --- | --- | --- | ------ |
| 1984 | k. A. | 40,3 | 28,1 | 10,4  | 11,2 |      |       | 4,6     |       |         |     | 5,4 |     |        |
| 1989 | k. A. | 37,4 | 25,8 | 10,4  | 15,2 |      |       | 4,6     |       |         |     | 5,1 |     |        |
| 1994 | 62,8  | 32,4 | 21,0 | 15,6  | 11,7 |      |       | 3,5     |       |         |     | 6,5 | 7,2 |        |
| 1999 | 44,9  | 34,2 | 21,2 | 9,2   | 13,4 |      |       | 4,1     |       |         | 6,2 | 5,1 | 4,4 |        |
| 2004 | 42,5  | 28,4 | 20,0 | 13,6  | 12,4 |      | 10,8  | 005,913 |       | 005,908 |     |     |     |        |
| 2009 | 42,0  | 25,9 | 20,6 | 15,6  | 14,5 |      | 8,0   | 10,8    | 4,5   |         |     |     |     |        |
| 2014 | 38,9  | 28,9 | 20,1 | 17,5  | 15,0 |      | 6,6   | 6,3     | 5,7   |         |     |     |     |        |
| 2019 | 50,3  | 20,7 | 15,4 | 23,1  | 13,4 | 7,4  | 06,82 | 06,77   | 5,3   |         |     |     |     |        |
| 2024 | 53,7  | 22,5 | 12,4 | 19,6  | 13,0 | 12,4 | 7,9   | 6,2     | 3,8   |         |     |     |     | 2,3    |

Sitzverteilung
| Jahr | Gesamt | CDU | SPD | Grüne | FWV | AfD | WiR | FDP | Linke | BMR | BFR | FFL | FMR | Partei |
| ---- | ------ | --- | --- | ----- | --- | --- | --- | --- | ----- | --- | --- | --- | --- | ------ |
| 1984 | 40     | 17  | 12  | 4     | 4   |     |     | 1   |       |     |     | 2   |     |        |
| 1989 | 40     | 16  | 11  | 4     | 6   |     |     | 1   |       |     |     | 2   |     |        |
| 1994 | 40     | 14  | 9   | 5     | 6   |     |     | 1   |       |     |     | 2   | 3   |        |
| 1999 | 40     | 15  | 9   | 4     | 6   |     |     | 1   |       |     | 2   | 2   | 1   |        |
| 2004 | 40     | 12  | 9   | 6     | 5   |     | 4   | 2   |       | 2   |     |     |     |        |
| 2009 | 40     | 11  | 9   | 6     | 6   |     | 3   | 4   | 1     |     |     |     |     |        |
| 2014 | 40     | 11  | 8   | 7     | 6   |     | 3   | 3   | 2     |     |     |     |     |        |
| 2019 | 40     | 9   | 6   | 9     | 5   | 3   | 3   | 3   | 2     |     |     |     |     |        |
| 2024 | 40     | 9   | 5   | 8     | 5   | 5   | 3   | 2   | 2     |     |     |     |     | 1      |

## Ortschaftsratswahlen

### Altenburg
Stimmenanteile der Parteien in Prozent
| Jahr | Wbt.  | LA  | WfA  | BLRTA |
| ---- | ----- | --- | ---- | ----- |
| 2004 | 54,4  |     | 53,1 | 46,9  |
| 2009 | 57,8  |     | 55,7 | 44,3  |
| 2014 | 43,8  | 100 |      |       |
| 2019 | k. A. | 100 |      |       |

Sitzverteilung
| Jahr | Gesamt | LA | WfA | BLRTA |
| ---- | ------ | -- | --- | ----- |
| 2004 | 11     |    | 6   | 5     |
| 2009 | 11     |    | 6   | 5     |
| 2014 | 11     | 11 |     |       |
| 2019 | 11     | 11 |     |       |

### Betzingen
Stimmenanteile der Parteien in Prozent
| Jahr | Wbt. | SPD  | CDU  | Grüne | FWV  | FDP  |
| ---- | ---- | ---- | ---- | ----- | ---- | ---- |
| 2004 | 42,4 | 23,6 | 23,3 | 15,6  | 29,7 | 7,9  |
| 2009 | 43,3 | 29,7 | 20,4 | 19,1  | 20,0 | 10,8 |
| 2014 | 38,0 | 33,4 | 20,9 | 19,9  | 19,3 | 6,6  |
| 2019 | 49,3 | 21,3 | 15,2 | 25,6  | 30,3 | 7,5  |

Sitzverteilung
| Jahr | Gesamt | SPD | CDU | Grüne | FWV | FDP |
| ---- | ------ | --- | --- | ----- | --- | --- |
| 2004 | 11     | 3   | 2   | 2     | 3   | 1   |
| 2009 | 11     | 4   | 2   | 2     | 2   | 1   |
| 2014 | 11     | 4   | 2   | 2     | 2   | 1   |
| 2019 | 11     | 2   | 2   | 3     | 3   | 1   |

### Bronnweiler
Stimmenanteile der Parteien in Prozent
| Jahr | Wbt.  | LB    |
| ---- | ----- | ----- |
| 2004 | k. A. | 100,0 |
| 2009 | 55,8  | 100,0 |
| 2014 | 54,3  | 100,0 |
| 2019 | k. A. | 100,0 |

Sitzverteilung
| Jahr | Gesamt | LB |
| ---- | ------ | -- |
| 2004 | 9      | 9  |
| 2009 | 9      | 9  |
| 2014 | 9      | 9  |
| 2019 | 9      | 9  |

### Degerschlacht
Stimmenanteile der Parteien in Prozent
| Jahr | Wbt.  | UL    | WIRfD |
| ---- | ----- | ----- | ----- |
| 2004 | 58,3  | 61,6  | 38,4  |
| 2009 | 56,4  | 65,3  | 34,7  |
| 2014 | 55,3  | 59,0  | 41,0  |
| 2019 | k. A. | 100,0 | 100,0 |

Sitzverteilung
| Jahr | Gesamt | UL | WIRfD |
| ---- | ------ | -- | ----- |
| 2004 | 11     | 7  | 4     |
| 2009 | 11     | 7  | 4     |
| 2014 | 11     | 6  | 5     |
| 2019 | 11     | 11 | 11    |

### Gönningen
Stimmenanteile der Parteien in Prozent
| Jahr | Wbt.  | LG    |
| ---- | ----- | ----- |
| 2004 | k. A. | 100,0 |
| 2009 | 47,5  | 100,0 |
| 2014 | 44,8  | 100,0 |
| 2019 | 53,5  | 100,0 |

Sitzverteilung
| Jahr | Gesamt | LG |
| ---- | ------ | -- |
| 2004 | 11     | 11 |
| 2009 | 11     | 11 |
| 2014 | 11     | 11 |
| 2019 | 11     | 11 |

### Mittelstadt
Stimmenanteile der Parteien in Prozent
| Jahr | Wbt.  | LM    |
| ---- | ----- | ----- |
| 2004 | k. A. | 100,0 |
| 2009 | 44,6  | 100,0 |
| 2014 | 39,0  | 100,0 |
| 2019 | 49,8  | 100,0 |

Sitzverteilung
| Jahr | Gesamt | LM |
| ---- | ------ | -- |
| 2004 | 11     | 11 |
| 2009 | 11     | 11 |
| 2014 | 11     | 11 |
| 2019 | 11     | 11 |

### Oferdingen
Stimmenanteile der Parteien in Prozent
| Jahr | Wbt.  | LO    |
| ---- | ----- | ----- |
| 2004 | k. A. | 100,0 |
| 2009 | 46,8  | 100,0 |
| 2014 | 41,8  | 100,0 |
| 2019 | 56,3  | 100,0 |

Sitzverteilung
| Jahr | Gesamt | LO |
| ---- | ------ | -- |
| 2004 | 11     | 11 |
| 2009 | 11     | 11 |
| 2014 | 11     | 11 |
| 2019 | 11     | 11 |

### Ohmenhausen
Stimmenanteile der Parteien in Prozent
| Jahr | Wbt. | CDU  | Grüne | SPD  | TP   |
| ---- | ---- | ---- | ----- | ---- | ---- |
| 2004 | 47,2 | 47,6 | 13,6  | 24,9 | 13,8 |
| 2009 | 44,3 | 46,0 | 24,0  | 30,0 |      |
| 2014 | 40,8 | 48,0 | 29,3  | 22,7 |      |
| 2019 | 52,3 | 50,1 | 30,0  | 19,9 |      |

Sitzverteilung
| Jahr | Gesamt | CDU | Grüne | SPD | TP |
| ---- | ------ | --- | ----- | --- | -- |
| 2004 | 11     | 6   | 1     | 3   | 1  |
| 2009 | 11     | 5   | 3     | 3   |    |
| 2014 | 11     | 5   | 3     | 3   |    |
| 2019 | 11     | 6   | 3     | 2   |    |

### Reicheneck
Stimmenanteile der Parteien in Prozent
| Jahr | Wbt.  | LR    |
| ---- | ----- | ----- |
| 2004 | k. A. | 100,0 |
| 2009 | 60,7  | 100,0 |
| 2014 | 61,0  | 100,0 |
| 2019 | 69,0  | 100,0 |

Sitzverteilung
| Jahr | Gesamt | LR |
| ---- | ------ | -- |
| 2004 | 7      | 7  |
| 2009 | 7      | 7  |
| 2014 | 7      | 7  |
| 2019 | 7      | 7  |

### Rommelsbach
Stimmenanteile der Parteien in Prozent
| Jahr | Wbt. | WVR  | RA   | CDU  | BfR  |
| ---- | ---- | ---- | ---- | ---- | ---- |
| 2004 | 41,3 | 35,4 | 31,4 |      | 33,1 |
| 2009 | 41,9 | 47,4 | 31,9 | 20,6 |      |
| 2014 | 40,3 | 47,9 | 27,7 | 24,4 |      |
| 2019 | 50,4 | 36,3 | 35,1 | 28,6 |      |

Sitzverteilung
| Jahr | Gesamt | WVR | RA | CDU | BfR |
| ---- | ------ | --- | -- | --- | --- |
| 2004 | 11     | 4   | 3  |     | 4   |
| 2009 | 11     | 5   | 4  | 2   |     |
| 2014 | 11     | 5   | 3  | 3   |     |
| 2019 | 11     | 4   | 4  | 3   |     |

### Sickenhausen
Stimmenanteile der Parteien in Prozent
| Jahr | Wbt.  | LS    |
| ---- | ----- | ----- |
| 2004 | k. A. | 100,0 |
| 2009 | 49,0  | 100,0 |
| 2014 | 48,2  | 100,0 |
| 2019 | 61,1  | 100,0 |

Sitzverteilung
| Jahr | Gesamt | LS |
| ---- | ------ | -- |
| 2004 | 11     | 11 |
| 2009 | 11     | 11 |
| 2014 | 11     | 11 |
| 2019 | 11     | 11 |

### Sondelfingen
Stimmenanteile der Parteien in Prozent
| Jahr | Wbt. | FWV  | ALSo | CDU  |
| ---- | ---- | ---- | ---- | ---- |
| 2004 | 46,8 | 43,2 | 28,9 | 27,9 |
| 2009 | 44,8 | 39,0 | 34,8 | 26,2 |
| 2014 | 41,9 | 40,8 | 37,0 | 22,2 |
| 2019 | 50,9 | 37,2 | 39,3 | 23,5 |

Sitzverteilung
| Jahr | Gesamt | FWV | ALSo | CDU |
| ---- | ------ | --- | ---- | --- |
| 2004 | 11     | 5   | 3    | 3   |
| 2009 | 11     | 4   | 4    | 3   |
| 2014 | 11     | 5   | 4    | 2   |
| 2019 | 11     | 4   | 4    | 3   |